# Principis cooperatius

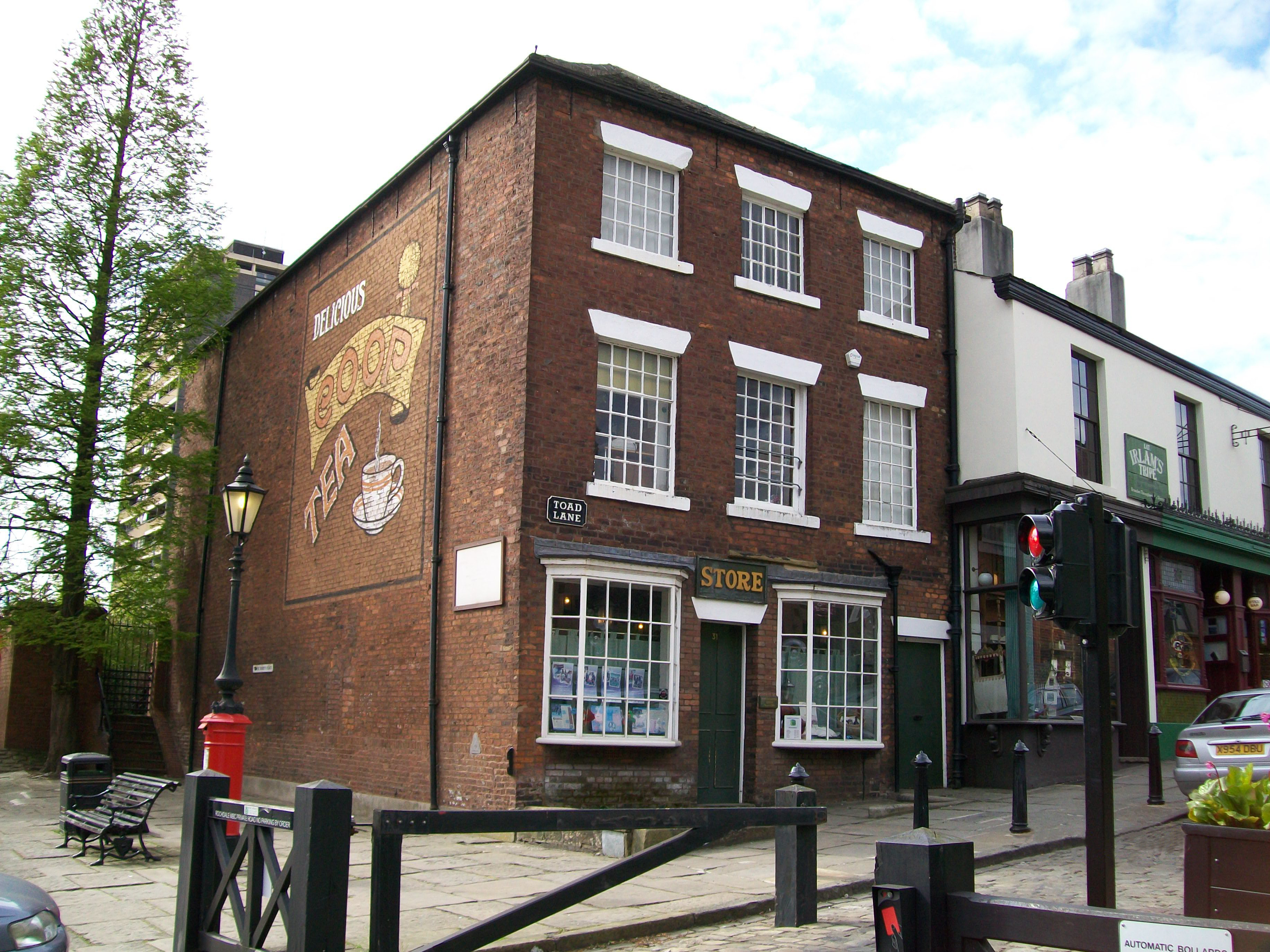
Museu Toad Lane des de l'exterior. Primeres instal·lacions de l'exitosa cooperativa minorista "The Rochdale Pioneers", Rochdale, Anglaterra.

Els principis cooperatius són unes pautes mitjançant les quals les cooperatives guien la seva activitat empresarial i posen en pràctica els seus valors. Les primeres declaracions de principis eren també polítiques, des dels moviments obrers, que advocaven per la justícia social i el repartiment equitatiu dels beneficis de l'economia en la societat. Els principis de la cooperació han variat considerablement al llarg del temps i entre grups.
L'Aliança Cooperativa Internacional ha contribuït a codificar els principis basant-se en els de la primera Cooperativa de Consum de Rochdale de 1844. La primera declaració de principis cooperatius que l'ACI va aprovar ser el 1937 a París, posteriorment, s'han aprovat dues declaracions més que han modificat alguns dels principis, a Viena el 1966 i a Manchester el 1995.
Els principis cooperatius estan relacionats entre si i, per tant, quan un es passa per alt, se'n ressenten els altres. Així mateix, els canvis produïts al llarg del temps responen a la intenció d'adaptar millor les cooperatives als temps contemporanis. Les cooperatives que segueixen els principis cooperatius tendeixen a durar més en el temps.

## Història
La primera versió dels principis cooperatius es va publicar en l'anuari de la Societat d'Equitatius Pioners de Rochdale de 1860. Els principis que s'hi recullen són modificacions dels principis que guiaven l'anterior i fallida Rochdale Friendly Cooperative Society. Més endavant, el congrés de l'ACI a París de 1937 va establir set principis del cooperativisme, basant-se en els principis de Rochdale. Quatre d'aquests eren obligatoris (l'adhesió lliure, el control democràtic, la distribució dels excedents en proporció a les operacions, i l'interès limitat al capital), mentre que tres eren recomanats (la neutralitat política i religiosa, les vendes al comtat i el foment de l'educació i formació).
L'Aliança Cooperativa Internacional va aprovar al Congrés de Manchester de 1995 la Declaració sobre la Identitat Cooperativa. Es van revisar els principis adoptats anteriorment, amb l'objectiu d'adaptar-los als nous temps. En aquesta declaració, el principi d'autonomia i independència va reincorporar-se després del col·lapse de l'URSS, per haver-se limitat amb l'objectiu que no haguessin de sortir les cooperatives soviètiques. Així mateix, es va incorporar com a principi l'interès per la comunitat, que pretenia subratllar el vincle de les cooperatives amb el seu entorn i el compromís d'aquestes en augmentar el benestar social. El text de la declaració es va basar en els llibres Els Valors Cooperatius en un món en canvi de Sven Böök i Principis Cooperatius: Avui i demà de William Pascoe Watkins, ambdós resultats d'un estudi dut a terme entre 1990 i 1992 per membres de l'ACI i investigacions independents.
La Declaració sobre la Identitat Cooperativa també va definir el que són les cooperatives i va establir sis valors. Com a definició de les cooperatives va declarar que són «associacions autònomes de persones que s'uneixen voluntàriament per a satisfer les seves necessitats econòmiques, socials i culturals a través d'una empresa de propietat comuna i controlada democràticament». En relació amb els valors, va indicar l'autoajuda, autoresponsabilitat, democràcia, igualtat, equitat i solidaritat. Afegeix, que en la tradició dels seus fundadors, els socis cooperativistes fan seus els valors ètics de l'honestedat, la transparència, la responsabilitat i la vocació social.

## Principis

### Democràcia
El principi de democràcia consisteix que cada membre de la cooperativa té un vot. Es va introduir ja a la Societat de Rochdale amb independència del sexe de la persona. Així mateix, estipula que la gestió de la cooperativa ha d'estar a càrrec d'un comitè i una administració elegida periòdicament i responsable davant els seus membres. La Declaració d'Identitat Cooperativa va establir que en les cooperatives de segon grau, pot ser diferent la regla d'un membre un vot, però en tot cas han d'estar organitzades també de manera democràtica.

### Participació econòmica
El principi de participació econòmica estipula que el capital ha de ser propi de la cooperativa. També es pot compensar els socis que n'aporten amb una taxa fixa d'interès. Així mateix, els llibres de comptabilitat i balanços s'han de presentar de manera freqüent als membres. Els beneficis han de destinar-se al desenvolupament de la cooperativa a través de l'educació, el fons de reserva (una part del qual ha de ser indivisible), als seus membres en proporció a les operacions que han dut a terme a la cooperativa, o a donar suport a altres activitats aprovades pels membres.

### Educació
El principi educatiu considera que un percentatge definit dels beneficis han de destinar-se a educació. Pels Pioners de Rochdale, aquesta educació havia d'incloure la "millora intel·lectual" dels membres de la cooperativa en tots els sentits i àmbits. Aquest principi ha anat variant, sent en la Declaració sobre Identitat Cooperativa una educació centrada a comprendre l'acció cooperativa, capacitar els treballadors per a la seva tasca professional i informar sobre la naturalesa i els beneficis de la cooperació al gran públic.

### Obertura
El principi d'obertura estipula que les cooperatives són organitzacions voluntàries, és a dir, que els seus membres prenen la decisió de formar-ne part lliurement. Estan obertes a totes les persones capces d'utilitzar els seus serveis i disposades a acceptar les responsabilitats de ser membre, sense discriminació social, política, religiosa, racial o sexual.

### Autonomia
Les cooperatives són organitzacions autònomes d'autoajuda, gestionades pels seus socis que han de mantenir la llibertat de controlar el seu propi destí. Si col·laboren amb altres organitzacions, inclosos governs o capital extern, ho han de fer de tal manera que assegurin el control democràtic dels seus socis i mantinguin l'autonomia de la cooperativa.

### Cooperació entre cooperatives
El principi de cooperació entre cooperatives consisteix en el fet que les cooperatives enforteixen el moviment cooperatiu treballant conjuntament mitjançant estructures locals, nacionals, regionals i internacionals. Amb aquesta finalitat es creen estructures com associacions, federacions, confederacions i ens interregionals i internacionals. Aquest principi es va manifestar en la Declaració d'Identitat Cooperativa per a contribuir a ampliar l'economia cooperativa.

### Interès per a la comunitat
Les cooperatives treballen per al desenvolupament sostenible de les seves comunitats i per al seu benestar. Les decisions que pren la cooperativa han de ser responsables amb l'entorn en què està situada i promoure la participació en el desenvolupament de la comunitat.

### Neutralitat política i religiosa
El principi de neutralitat política es va adoptar el 1937 al Congrés de París de l'ACI, tot i que ja operava amb anterioritat. Per exemple, la Lliga Cooperativa dels EUA (CLUSA) va rebutjar donar suport formal al marxisme el 1928 per mantenir la neutralitat política. S'ha assenyalat que aquest principi podria haver ajudat la CLUSA a evitar atacs de moviments anticomunistes.

### Cobrament en metàl·lic
El principi de cobrament en metàl·lic estipula que s'han de cobrar els preus del mercat, no es pot donar ni demanar crèdit. Aquest principi va ser adoptat pels Pioners de Rochdale a partir de l'experiència de la cooperativa anterior, que va haver de tancar per un excés de deute i un infructuós ús del crèdit. Va deixar de tenir continuïtat a partir de la declaració de principis de l'ACI de 1966, pel canvi de context, amb la intenció d'encaixar amb la tendència creixent en l'efectivitat del crèdit i dèbit.

### Qualitat i quantitat
Els principis de qualitat i quantitat marquen que s'han de subministrar als membres els millors subministraments possibles, a la vegada, que donar tot el pes del producte i indicar-ne la mesura. Aquest principi formava part de la cooperativa de Rochdale, però no va perdurar en les declaracions de principis de l'ACI.